# Де Бюссон, Робер
Робер Франсуа Де Бюссон (1861—1946) — французский натуралист.

## Биография
Сын ботаника Франсуа де Бюссона и брат энтомолога Анри де Бюссона (1856-1927). В молодости начал изучать мхи, а затем и лишайники родного региона. В области бриологии его имя связано с двумя видами — Orthorichum berthoumieui, который он назвал в честь помогавшего учёному отца Бертомью и Barbula buyssoni.
В апреле 1898 года он получил должность временного специалиста по энтомологии в зоологической лаборатории Национального музея естествознания в Париже. C 1900 работал постоянным препаратором насекомых и ракообразных. Его работы публиковались в анналах Энтомологического общества Франции, членом которого он был. Описал ряд видов насекомых, например, шершней (Vespa binghami du Buysson, 1905 и другие).
Робер дю Бюссон завещал свою коллекцию перепончатокрылых лаборатории энтомологии Национального музея естествознания.
8 февраля 1899 года женился на Клер д'Эспине; в браке родилась дочь, Мари-Сесиль дю Бюссон (1899-1997).